# Louis Jacquier
Louis Jacquier est un footballeur français évoluant au poste de défenseur. Son frère Jean est également footballeur.
Il joue à l'Olympique de Marseille de 1914 à 1920 et atteint avec ce club la finale du Championnat de France de football USFSA 1919 contre Le Havre AC. Les Marseillais sont défaits sur le score de quatre buts à un malgré le but de Jacquier.
Il retourne à l'OM une saison en 1929-1930.